# Cambio climático en Puerto Rico

Predicción de Köppen para 2071-2100.

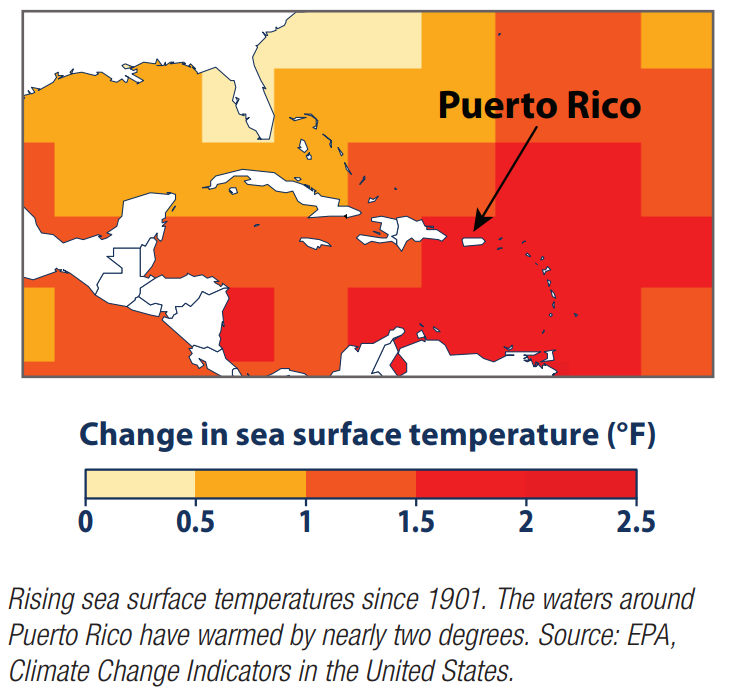
Mapa del calentamiento en el Golfo de México y el Mar Caribe.

El cambio climático en Puerto Rico abarca los efectos del cambio climático, atribuido al aumento del dióxido de carbono atmosférico provocado por el hombre, en el territorio estadounidense de Puerto Rico.
La Agencia de Protección Ambiental de Estados Unidos informa: "El clima de Puerto Rico está cambiando. El Estado Libre Asociado se ha calentado más de un grado (F) desde mediados del siglo XX, y las aguas circundantes se han calentado casi dos grados desde 1901. El mar está subiendo aproximadamente una pulgada cada 15 años, y las tormentas fuertes son cada vez más severas. En las próximas décadas, es probable que el aumento de las temperaturas incremente los daños causados por las tormentas, dañe significativamente los arrecifes de coral y aumente la frecuencia de los días de calor desagradable. Un informe de 2019 afirmaba que Puerto Rico "se ve afectado por el cambio climático más que cualquier otro lugar del mundo".

## Mares en ascenso y costas en retroceso
"El nivel del mar ha subido unos diez centímetros con respecto a la costa de Puerto Rico desde 1960. A medida que los océanos y la atmósfera sigan calentándose, es probable que el nivel del mar alrededor de Puerto Rico aumente de uno a tres pies en el próximo siglo. El aumento del nivel del mar sumerge las marismas, los manglares y la tierra seca; erosiona las playas y agrava las inundaciones costeras".

## Tormentas, viviendas e infraestructuras
"Las tormentas tropicales y los huracanes se han vuelto más intensos durante los últimos 20 años. Aunque el calentamiento de los océanos proporciona a estas tormentas más energía potencial, los científicos no están seguros de que la reciente intensificación refleje una tendencia a largo plazo. No obstante, es probable que la velocidad de los vientos huracanados y las precipitaciones aumenten a medida que el clima siga calentándose".
"Las ciudades, las carreteras y los puertos de Puerto Rico son vulnerables a los impactos tanto del viento como del agua durante las tormentas. La mayor velocidad de los vientos y los daños resultantes pueden hacer que los seguros por daños causados por el viento sean más caros o difíciles de obtener. Es probable que las casas e infraestructuras costeras se inunden con más frecuencia a medida que el nivel del mar suba, ya que las mareas de tempestad también serán más altas. En consecuencia, es probable que la subida del nivel del mar aumente las primas de los seguros de inundación para los habitantes de la costa. El cambio climático también puede aumentar las inundaciones en el interior. Desde 1958, las precipitaciones durante las tormentas fuertes han aumentado en un 33% en Puerto Rico, y es probable que continúe la tendencia hacia tormentas cada vez más fuertes. Las tormentas más intensas pueden aumentar las inundaciones, ya que los ríos interiores se desbordan con más frecuencia y se acumula más agua en las zonas bajas que drenan lentamente".

## Recursos hídricos
"Aunque las fuertes tormentas pueden ser más comunes, es probable que la precipitación total disminuya en la región del Caribe, especialmente durante la primavera y el verano. Las temperaturas más cálidas también reducen la cantidad de agua disponible porque aumentan la velocidad a la que el agua se evapora (o transpira) al aire desde los suelos, las plantas y las aguas superficiales. Con menos lluvia y suelos más secos, Puerto Rico puede enfrentarse a un mayor riesgo de sequía, que a su vez puede afectar a los suministros públicos de agua, a la agricultura y a la economía. Por ejemplo, durante la sequía de 2015 -una de las peores de la historia de Puerto Rico- cientos de miles de personas se enfrentaron a restricciones de agua, y a algunas personas se les cortó el agua durante uno o dos días seguidos".

## Arrecifes de coral y acidificación de los océanos
"En las próximas décadas, es probable que el calentamiento de las aguas perjudique a la mayoría de los arrecifes de coral, y que la pérdida generalizada de corales se deba al calentamiento y al aumento de la acidez de las aguas costeras. El aumento de la temperatura del agua puede dañar las algas que viven en el interior de los corales y que les sirven de alimento. Esta pérdida de algas debilita a los corales y puede acabar matándolos. Este proceso se conoce comúnmente como "blanqueo del coral" porque la pérdida de algas también hace que los corales se vuelvan blancos".
"El aumento de la acidez también puede dañar los corales. La acidez de los océanos ha aumentado un 25% en los últimos tres siglos, y es probable que aumente otro 40% o 50% para el año 2100. A medida que el océano se vuelve más ácido, los corales son menos capaces de extraer minerales del agua para construir sus esqueletos. Los mariscos y otros organismos también dependen de estos minerales, y la acidez interfiere en su capacidad para construir esqueletos y conchas protectoras".
"El calentamiento y la acidificación podrían dañar los ecosistemas marinos de Puerto Rico y las actividades económicas que dependen de ellos. Los arrecifes de coral proporcionan un hábitat crítico para una gran variedad de especies, mientras que los mariscos y el plancton productor de pequeñas conchas son una importante fuente de alimento para los animales más grandes. Los arrecifes y las poblaciones de peces sanos sostienen la pesca y el turismo".

## Ecosistemas
"Las temperaturas más cálidas y los cambios en las precipitaciones podrían ampliar, reducir o desplazar las áreas de distribución de diversas plantas y animales en los bosques de Puerto Rico, dependiendo de las condiciones que requiera cada especie. Por ejemplo, al disminuir las precipitaciones en verano, las especies arbóreas que prefieren condiciones más secas podrían trasladarse a zonas en las que antes predominaban las especies de bosques húmedos. Otras especies podrían desplazarse a mayores alturas. Muchas plantas y animales tropicales viven en lugares donde el rango de temperaturas es bastante estable durante todo el año, por lo que no necesariamente pueden tolerar cambios significativos de temperatura. Las ranas coqui, las bromelias, los musgos y los líquenes son potencialmente vulnerables. Los ecosistemas de agua dulce también corren riesgos debido al cambio climático. Los ríos, arroyos y lagos retienen menos oxígeno disuelto a medida que se calientan, lo que puede hacer que las condiciones sean menos hospitalarias para los peces y otros animales".

## Agricultura
"Es probable que el aumento de las temperaturas interfiera en la productividad agrícola de Puerto Rico. Las temperaturas cálidas amenazan la salud de las vacas y hacen que coman menos, crezcan más lentamente y produzcan menos leche. La menor disponibilidad de agua durante la estación seca podría estresar los cultivos, mientras que las temperaturas más cálidas también podrían reducir el rendimiento de ciertos cultivos. Los estudios realizados en otros países tropicales indican que el cambio climático puede reducir el rendimiento de los plátanos, las bananas y el café".

## Salud humana
"Los días de calor pueden ser insalubres, incluso peligrosos. Algunas personas son especialmente vulnerables, como los niños, los ancianos, los enfermos y los pobres. El aumento de las temperaturas incrementará la frecuencia de los días calurosos y las noches cálidas. Las altas temperaturas del aire pueden causar insolación y deshidratación y afectar al sistema cardiovascular y nervioso de las personas. Las noches cálidas son especialmente peligrosas porque impiden que el cuerpo humano se enfríe después de un día caluroso. Desde 1950, la frecuencia de las noches cálidas en Puerto Rico ha aumentado en un 50%. Actualmente, en San Juan, la temperatura mínima nocturna supera los 77 grados en un 10% de las ocasiones. El clima de Puerto Rico es adecuado para las especies de mosquitos que transmiten enfermedades como la malaria, la fiebre amarilla y el dengue. Aunque la transmisión de enfermedades depende de una serie de condiciones, es probable que el aumento de las temperaturas del aire acelere el ciclo de vida del mosquito y el ritmo de replicación de los virus en los mosquitos".
"En Puerto Rico ya se dan ciertos tipos de enfermedades relacionadas con el agua, favorecidas por su cálido entorno marino. Entre ellas se encuentran la vibriosis, una infección bacteriana que puede provenir del contacto directo con el agua o de la ingestión de mariscos infectados, y el envenenamiento por ciguatera, que proviene de la ingestión de pescado que contiene una sustancia tóxica producida por un tipo de algas. El aumento de las temperaturas del océano puede incrementar el crecimiento de estas bacterias y algas, lo que puede aumentar el riesgo de estas enfermedades asociadas.